# وارطان آرامیان
وارطان ساریبکی آرامیان (ارمنی: Վարդան Սարիբեկի Արամյան؛ زادهٔ ۴ دسامبر ۱۹۷۵) یک اقتصاددان، و سیاست‌مداراقتصاددان اهل ارمنستان است که از تاریخ ۲۰ سپتامبر ۲۰۱۶ تا تاریخ ۱۲ مه ۲۰۱۸ در دولت کارن کاراپتیان سمت وزیر دارایی ارمنستان را بر عهده داشت.

## زندگی‌نامه
در ۴ دسامبر ۱۹۷۵ در ایروان به دنیا آمد و از دانشگاه دولتی اقتصاد ارمنستان فارغ‌التحصیل شد. وی همچنین برنده نشان آنانیا شیراکاتسی شده‌است.